# Kazimierz (gmina Skomlin)
Kazimierz (do 2008 Kaźmierz) – wieś w Polsce położona w województwie łódzkim, w powiecie wieluńskim, w gminie Skomlin. Miejscowość wchodzi w skład sołectwa Brzeziny.
W latach 1975–1998 miejscowość administracyjnie należała do województwa sieradzkiego.